# Castillo de Toló
El Castillo de Toló es el castillo que se encuentra en el origen del pueblo y antiguo término de San Salvador de Toló, al que pertenece. Desde 1970 está dentro del término municipal de Gavet de la Conca.
Está situado en una colina al este de la Sierra de la Campaneta, contrafuerte nororiental del Montsec de Rúbies, en la cabecera del río de Conques. Está encima y al norte del pueblo de Toló.
Su iglesia, dedicada a San Vicente de Toló fue la primitiva parroquia del término del castillo, que, con el paso del tiempo, llegó a ser de San Salvador de Toló por traslado del centro neurálgico del término en la zona plana, donde se erigió una nueva iglesia, dedicada a San Salvador de Toló.

## Historia
El castillo está documentado desde el siglo XI, en los enfrantamientos con los demás castillos pallareses: Biscarri, Llimiana y Mur , pero los restos arqueológicos hacen ver que posiblemente tiene un origen quizá visigodo.
El 1058 el Conde de Urgel Ermengol III de Urgel cedía este castillo a Arnau Mir de Tost, enviado por el conde de Urgell a conquistar la Conca Dellà a los árabes del plano de Balaguer, que tenían el dominio en la primera mitad del siglo XI. El conde murió en 1065, y su viuda, Sancha, que era la propietaria de los derechos, cedió el castillo y término de Toló a la Colegiata de San Pedro de Áger. Sin embargo, dos años más tarde, Sancha rendía juramento de fidelidad al Condes de Barcelona Ramón Berenguer I y su esposa Almodis por una serie de castillos que le pertenecían, entre ellos el de Toló. Finalmente, el 1071 Arnau Mir de Tost cedía este castillo a su hija Valença y a su nieto Arnau, que más adelante se convertiría en conde de Pallars Jussà.
Más adelante, el castillo de Toló pasó a manos de los vizcondes de Vilamur, pero aunque se tiene constancia documental, pues así lo está desde la segunda mitad del siglo XIV hasta principios del XIX, no se sabe en qué fecha se produjo la cesión, ni de qué tipo de cesión se trató.

## Descripción
El castillo ocupaba todo la cima del cerro. Se trata de una superficie de unos 72 metros de este a oeste por 95 de norte a sur. En medio están los restos de la iglesia de San Vicente de Toló. Como aprovechaba todas las rocas que aíslan la plataforma superior de sus vertientes, el acceso al castillo se hacía muy difícil, por lo que la propia orografía del lugar amurallaba el recinto. Sin embargo, había unas murallas, que están en parte destruidas, pero que llegan a tener tres metros de altura en algunos fragmentos. Están hechas con piedras pequeñas, irregulares, pero bien dispuestas en hileras. Esto nos hace ver al castillo de Toló como una construcción románica primitiva, del siglo XI. Los restos de las paredes se pueden ver los pies del despeñadero que queda debajo de la parte superior.
Había una única entrada, en el extremo sur del recinto. Posiblemente el castillo, propiamente dicho, ocupaba el espacio inmediato a este acceso, y el resto debía ser destinado, a la población del término, por eso la iglesia parroquial se encontraba en este mismo lugar.
La situación de este castillo es muy estratégica: domina toda la Conca Dellà, que queda extendida a sus pies. Según los especialistas, citados en la bibliografía, puede tratarse de una fortificación del Bajo Imperio Romano, que fue perdurando en su labor defensiva hasta la Edad Media.